# رافاييل ميندوثا
رافاييل ميندوثا (بالإسبانية: Rafael Mendoza)‏ عسكري مكسيكي ذو فكر موالي لبانشو فيا شارك في الثورة المكسيكية. وُلد في شيواوا. في عام 1910، انضم إلى حركة  الجنرال فرانسيسكو ماديرو، جنبًا إلى جنب مع بانشو فيا. شكل جزءًا من حراسة دورادوس. في عام 1917، تم اعتقاله من قبل قوات الجنرال فرانثيسكو مورجيا، والذي حكم عليه بالإعدام، ولكن في محاولة منه لإنقاذ حياته، أبلغ عن مكان وتعداد الجيش من الأسلحة والذخيرة والطعام التابعة لبانشو فيا. وقد لعب هذه الإخطار دورًا هامًا في إنقاذه مع السماح لقوات فينوستيانو كارانسا في التسلل إلى الولايات المتحدة.